# Židovský hřbitov v Lysé nad Labem
Židovský hřbitov leží na severním kraji města Lysá nad Labem v okrese Nymburk. Zaniklý židovský hřbitov se nachází v sousedství komunálního hřbitova a je volně přístupný.
Hřbitov byl založen v roce 1898 a v současnosti se na místě nachází pouze jeho zbytek, který je již zcela bez náhrobků. Místo bylo zdevastováno především během 60. let 20. století, kdy došlo k odvozu zbývajících náhrobků a zboření torza márnice i obvodových zdí.
V bývalém areálu přeměněném na park je umístěna deska připomínající existenci hřbitova, nadále tu rostou i původní stromy. Od roku 2001 má areál v péči Židovská obec v Praze a postupně v něm probíhají rekonstrukční a údržbové práce, např. oprava obvodní zdi a vztyčování náhrobků.

## Historie
První zdejší židovský hřbitov byl situován nedaleko vsi Litol, nynější části Lysé nad Labem. Hřbitov byl založen v roce 1642 a k jeho zániku došlo přibližně na přelomu 18. a 19. století. Žádné památky z tohoto hřbitova se nedochovaly..

## Galerie

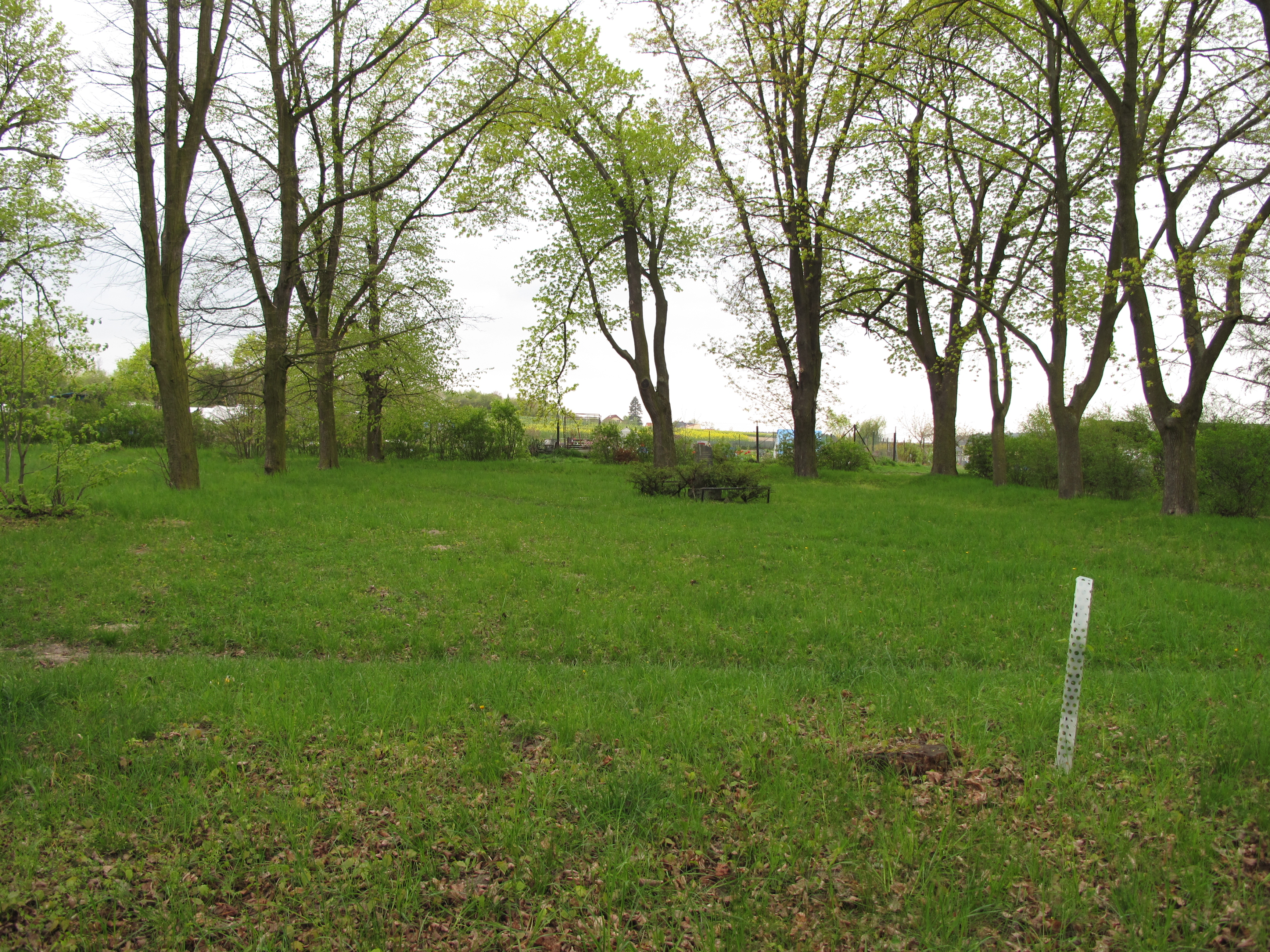
Místo bývalého hřbitova s památníkem uprostřed
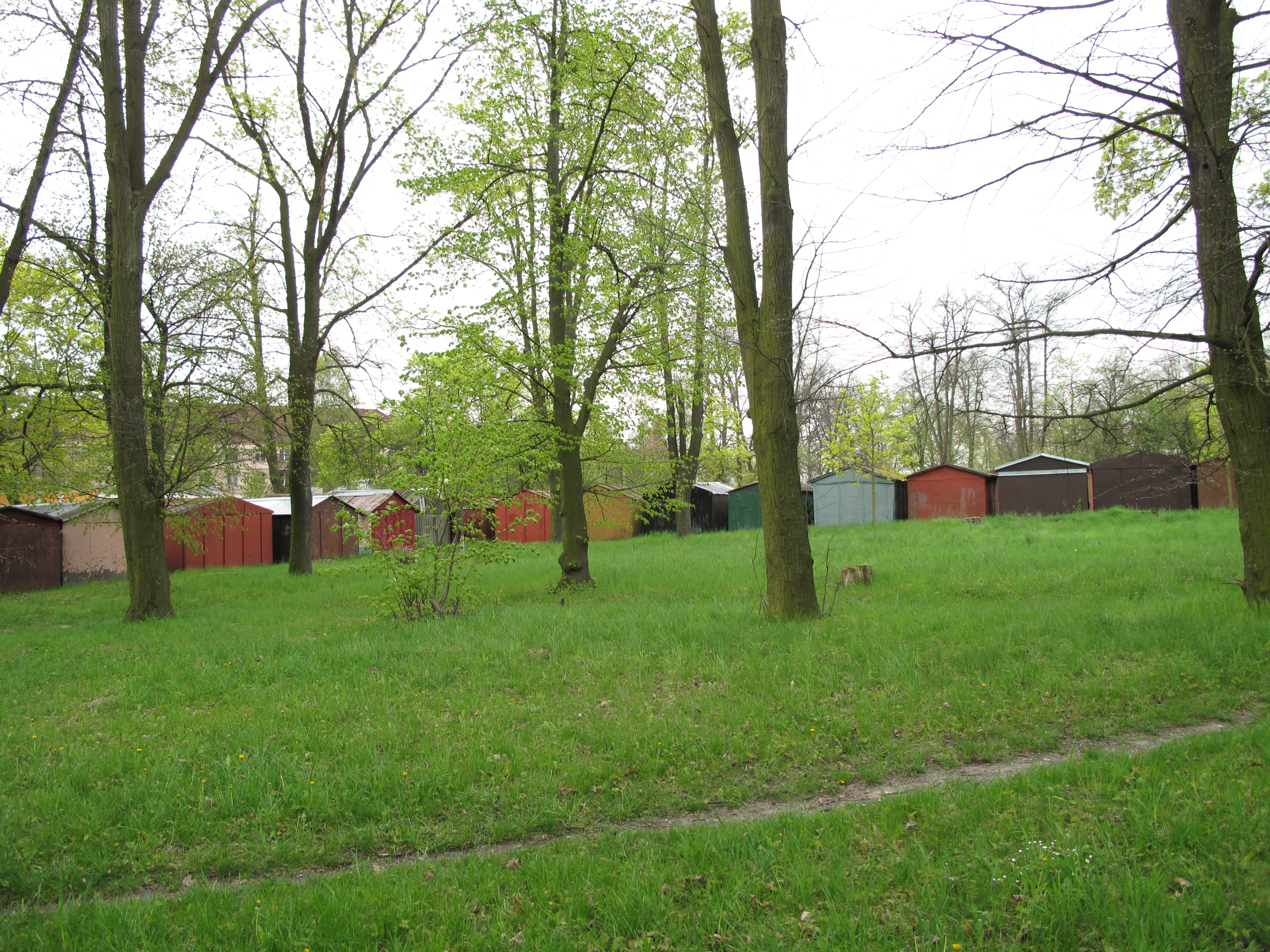
Garáže v okolí
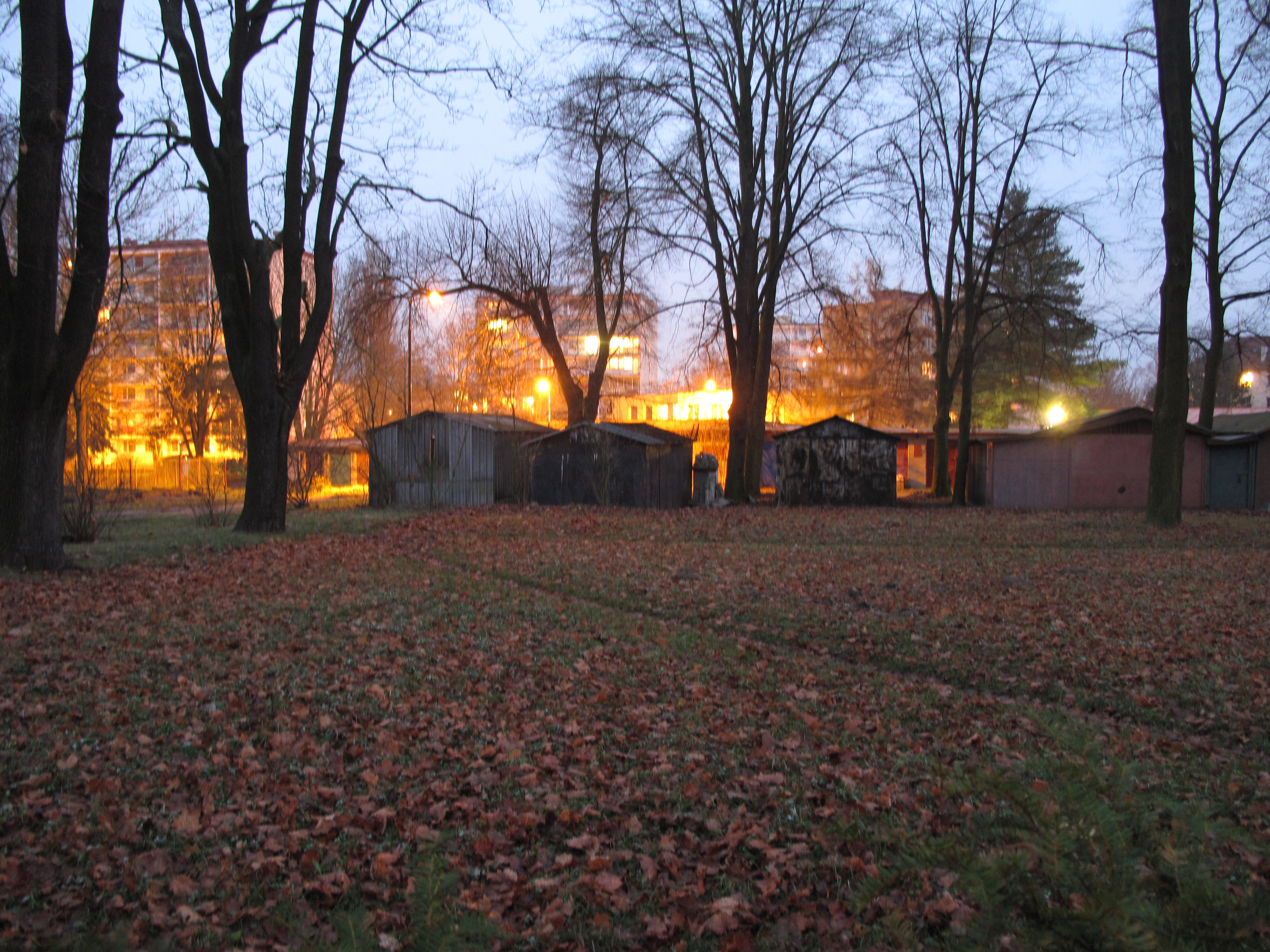
V podvečer